# Wilhelm Filzen
Wilhelm Theodor Heinrich Filzen (* 18. Oktober 1915 in Bremen; † 17. März 1984 in Bremen) war ein deutscher Politiker (CDU) und Mitglied der Bremischen Bürgerschaft.

## Biografie
Wilhelm Filzen wurde als Sohn des Vertreters Mathias Theodor Heinrich Filzen (1881–1944) und seiner Ehefrau Clara Margarethe Elisabeth geb. Hune (1882–1964) am 18. Oktober 1915 in Bremen geboren.
Filzen war von Beruf Handelsvertreter.
Er wurde nach dem Zweiten Weltkrieg Mitbegründer und Mitglied der CDU Bremen. Von 1952 bis 1957 führte er die Junge Union in Bremen. Von 1968 bis 1972 war er Vorsitzender des CDU-Kreisverbandes Bremen-Mitte.
Er gehörte 21 Jahre lang von 1946 bis 1951 und erneut von 1963 bis 1979 der 1., 2., 6., 7., 8. und 9. Bremischen Bürgerschaft an. Vom Dezember 1968 bis 1971 war er dort stellvertretender Vorsitzender der CDU-Fraktion. Zudem war Mitglied in verschiedenen Ausschüssen und Deputationen der Bürgerschaft.
Filzen war seit dem 13. Juli 1942 mit Hanneliese Mathilde geb. Kamlott (1919–1988) verheiratet. Die Eheschließung fand in Bremen statt. Wilhelm Filzen starb am 17. März 1984 um 18:00 Uhr in seiner Wohnung in der Ilmenauer Straße 10 in Bremen im Alter von 68 Jahren. Er war katholisch.